# 2017年フランス大統領選挙
2017年フランス大統領選挙（2017ねんフランスだいとうりょうせんきょ、フランス語: Élection présidentielle française de 2017）は、フランス第五共和政における11回目のフランス大統領選挙である。
2017年5月16日に任期満了するフランソワ・オランド大統領の後継大統領を選ぶ選挙である。

## 選挙制度
- 選挙・被選挙権：18歳以上のフランス市民
- 立候補要件：30県以上から最低500人（市長、議員など）の推薦署名。
- 大統領の任期：5年（再選は1回のみ可能）
- 選挙制度：決選投票制（第1回投票で当選するには有効投票総数の過半数を得る必要がある。いない場合は上位2候補による決選投票を実施）

## 候補
順番はくじ引きによる。
| 立ち上がれフランス         | 国民戦線           | 共和国前進                 | 社会党         |
| ニコラ・デュポン＝エニャン | マリーヌ・ル・ペン | エマニュエル・マクロン     | ブノワ・アモン |
|                            |                    |                            |                |
| エソンヌ県イェール市長     | 欧州議会議員       | 元経済・産業・デジタル大臣 | 元教育大臣     |
|                            |                    |                            |                |

| 労働者の闘争                   | 反資本主義新党         | 連帯と進歩             | 抵抗                |
| ナタリー・アルトー             | フィリップ・プトー     | ジャック・シュミナード | ジャン・ラサール    |
|                                |                        |                        |                     |
| ヴォー＝アン＝ヴラン市議会議員 | 工場労働者、労働組合員 | 党首                   | Lourdios-Ichère市長 |
|                                |                        |                        |                     |

| 不服従のフランス               | 人民共和連合         | 共和党               |
| ジャン＝リュック・メランション | フランソワ・アスリノ | フランソワ・フィヨン |
|                                |                      |                      |
| 欧州議会議員                   | 財務上級監査官       | 元首相               |
|                                |                      |                      |

## 選挙運動
- 3月21日：候補者名簿の正式発表
- 4月10日：公式の選挙運動開始日
- 4月21日：選挙運動終了日
- 4月22日：第1回投票（グアドループ、マルティニーク、ギアナ、サン=ピエール=エ=ミクロン、サン=バルテルミ、サン=マルタン、仏領ポリネシア地域）
- 4月23日：第1回投票（フランス本土）
- 5月6日：決選投票（グアドループ、マルティニーク、ギアナ、サン=ピエール=エ=ミクロン、サン=バルテルミ、サン=マルタン、仏領ポリネシア）
- 5月7日：決選投票（フランス本土）

出典：“インフォグラフィックでみるフランス大統領選挙”.   在日本フランス大使館. 2017年4月15日閲覧。“フランス大統領選挙”.   在日本フランス大使館. 2017年4月15日閲覧。

## 世論調査
第一回投票
第二回投票

## 選挙結果
|                                                           |
| 地域別第1回投票結果 マクロン ルペン フィヨン メランション |

決選投票では白票と無効票が全体の票の9％と、「第五共和政」が始まった1958年以降で最も高い割合を記録し、棄権率も25%と1969年以来の高さを記録した。
マクロン新大統領は39歳(2016年5月現在)で、フランス史上最年少の大統領となる。一方のル・ペン候補は、フランス史上初の女性大統領の座が懸っていた。
| 候補者                                                                                    | 候補者                         | 所属政党           | 得票数     | 得票率 | 得票数     | 得票率 |
|                                                                                           | エマニュエル・マクロン         | 共和国前進         | 8,657,326  | 24.01% | 20,753,798 | 66.10% |
|                                                                                           | マリーヌ・ル・ペン             | 国民戦線           | 7,679,493  | 21.30% | 10,644,118 | 33.90% |
|                                                                                           | フランソワ・フィヨン           | 共和党             | 7,213,797  | 20.01% |            |        |
|                                                                                           | ジャン＝リュック・メランション | 不服従のフランス   | 7,060,885  | 19.58% |            |        |
|                                                                                           | ブノワ・アモン                 | 社会党             | 2,291,565  | 6.36%  |            |        |
|                                                                                           | ニコラ・デュポン＝エニャン     | 立ち上がれフランス | 1,695,186  | 4.70%  |            |        |
|                                                                                           | ジャン・ラサール               | 抵抗               | 435,365    | 1.21%  |            |        |
|                                                                                           | フィリップ・プトー             | 反資本主義新党     | 394,582    | 1.09%  |            |        |
|                                                                                           | フランソワ・アスリノ           | 人民共和連合       | 332,588    | 0.92%  |            |        |
|                                                                                           | ナタリー・アルトー             | 労働者の闘争       | 232,428    | 0.64%  |            |        |
|                                                                                           | ジャック・シュミナード         | 連帯と進歩         | 65,598     | 0.18%  |            |        |
| 有効票数（有効率）                                                                        | 有効票数（有効率）             | 有効票数（有効率） | 36,058,813 | 97.45% | 31,397,916 | 88.53% |
| 無効票数（無効率）                                                                        | 無効票数（無効率）             | 無効票数（無効率） | 285,431    | 0.77%  | 1,049,532  | 2.96%  |
| 白票数（白票率）                                                                          | 白票数（白票率）               | 白票数（白票率）   | 659,302    | 1.78%  | 3,019,724  | 8.51%  |
| 投票総数（投票率）                                                                        | 投票総数（投票率）             | 投票総数（投票率） | 37,003,546 | 77.77% | 35,467,172 | 74.56% |
| 棄権者数（棄権率）                                                                        | 棄権者数（棄権率）             | 棄権者数（棄権率） | 10,577,572 | 22.23% | 12,101,416 | 25.44% |
| 有権者数                                                                                  | 有権者数                       | 有権者数           | 47,581,118 | 100.0% | 47,568,588 | 100.0% |
| 出典：“Election présidentielle 2017”. フランス内務省 (2017年4月23日). 2017年4月25日閲覧。 |                                |                    |            |        |            |        |

## その他
決選投票に残った2人は、いずれも好意を示しづらい人物であるとしてフランス国内では議論となった。決選投票直前、2017年5月1日に行われたメーデーでは、2人の決選投票進出者に抗議するデモ活動が暴徒化して、警察官2名が火炎瓶の投擲を受けて重傷を負っている。